# Kampania śródziemnomorska
Kampania śródziemnomorska – działania wojenne prowadzone przez siły Osi i aliantów, mające na celu opanowanie basenu Morza Śródziemnego w czasie II wojny światowej. Walki w tym rejonie były spowodowane przystąpieniem faszystowskich Włoch do wojny po stronie nazistowskich Niemiec.
|Mimo początkowych sukcesów Osi (zajęcie Grecji i Jugosławii, zwycięstwa w Afryce Północnej) z biegiem czasu alianci zyskiwali coraz wyraźniejszą przewagę. Możliwe to było m.in. dzięki utrzymaniu Malty, która była strategicznie położoną bazą między Afryką a Sycylią oraz utrzymaniu neutralności Hiszpanii.
Główne walki toczyły się w Afryce, na Bałkanach i we Włoszech. Jednym z czynników decydujących o powodzeniu kampanii były też bitwy morskie w zdecydowanej większości wygrane przez aliantów.
Walki w tym rejonie zasadniczo ustały 2 maja 1945 roku, gdy we Włoszech skapitulowały ostatnie jednostki niemieckie. Jedynie likwidacja Niepodległego Państwa Chorwackiego potrwała do końca maja, a ostatnie starcia toczyły się nawet po oficjalnym zakończeniu II wojny światowej.

## Geneza
Zdobycie panowania nad obszarem Morza Śródziemnego było ważnym celem dla Włoch. Jednak, z uwagi na niewystarczające siły, zamknięcie floty włoskiej przez Royal Navy w akwenie tego morza, sztab włoskiej marynarki wojennej (Regia Marina) uznał, że podstawową rolą, jaką powinna ona spełniać w wojnie z Francją i Wielką Brytanią, będzie ochrona własnych linii komunikacyjnych pomiędzy metropolią a posiadłościami kolonialnymi w Afryce Północnej i na wyspach Morza Egejskiego, a w drugiej kolejności atakowanie nieprzyjacielskiej żeglugi. Głównym celem floty brytyjskiej było utrzymanie żeglugi na liniach Gibraltar-Malta-Aleksandria.

## Początek
10 czerwca 1940 roku do wojny przystąpiły Włochy. Rozpoczęto atak na pozycje francuskie w Alpach. 11 czerwca Włosi zbombardowali Maltę. 22 czerwca Francja podpisała kapitulację przed Niemcami, dwa dni później podpisano rozejm z Włochami w Rzymie. Wiele kolonii francuskich znalazło się pod władzą rządu Vichy, co niezmiernie ułatwiło sytuację Włochom, mającym teraz tylko jednego przeciwnika w tym rejonie – Wielką Brytanię.
Pierwsze walki na Morzu Śródziemnym miały miejsce już 11 czerwca 1940 roku, kiedy brytyjskie okręty zbombardowały Tobruk. Następnego dnia włoski okręt podwodny „Bagnolini” storpedował i zatopił na południe od Krety brytyjski lekki krążownik HMS „Calypso”. Pierwszym starciem ciężkich okrętów obu flot była nierozstrzygnięta bitwa koło przylądka Stilo 9 lipca 1940 roku. Najważniejszą akcją początkowego okresu wojny na Morzu Śródziemnym był atak na Tarent w nocy z 11 na 12 listopada 1940 roku, kiedy brytyjskie lotnictwo pokładowe wyłączyło z akcji trzy włoskie pancerniki, w tym jeden bezpowrotnie.
Taktyka Włochów pozwoliła Brytyjczykom przejąć inicjatywę. 9 lutego okręty eskadry gibraltarskiej zbombardowały Genuę, zaś w dniach 28 i 29 maja 1941 roku w bitwie u przylądka Matapan Regia Marina utraciła trzy krążowniki ciężkie. Włosi odpowiadali atakami sił dywersyjnych skupionych w Xª MAS. 26 marca 1941 roku poważnie uszkodzili motorówkami wybuchowymi krążownik HMS „York”, zaś 19 grudnia tegoż roku załogi żywych torped przeprowadziły udany atak na port w Aleksandrii, uszkadzając dwa brytyjskie pancerniki.
Od czerwca 1941 do lipca 1942 Włochy i Anglia koncentrowały się na ochronie żeglugi zaopatrującej własne wojska w Afryce Północnej. Dużą rolę w zmaganiach na Morzu Śródziemnym odegrała obrona Malty. Stanowiąca bazę morską i lotniczą Wielkiej Brytanii wyspa leżała na drodze szlaków komunikacyjnych z Gibraltaru do Egiptu oraz z Włoch do Afryki Północnej. Stąd próby osłabienia jej obrony przez lotnictwo włoskie i niemieckie oraz nieustanne próby przeprowadzania konwojów z zaopatrzeniem przez Brytyjczyków. Do planowanej przez państwa Osi inwazji na Maltę w 1942 roku ostatecznie nie doszło. W niezwykle ciężkiej sytuacji materiałowej obrońców wyspy pomóc miały operacje konwojowe, z których największe: Harpoon i Pedestal przyniosły aliantom duże straty zadane przez siły morskie i lotnicze. Pod koniec roku alianckie naloty na porty włoskie oraz poważny kryzys paliwowy, który dotknął Regia Marina spowodowały, że większość ciężkich okrętów została wycofana na północ a inicjatywa na morzu pozostała po stronie sprzymierzonych już do końca działań wojennych.

## Wojna w Afryce Północnej

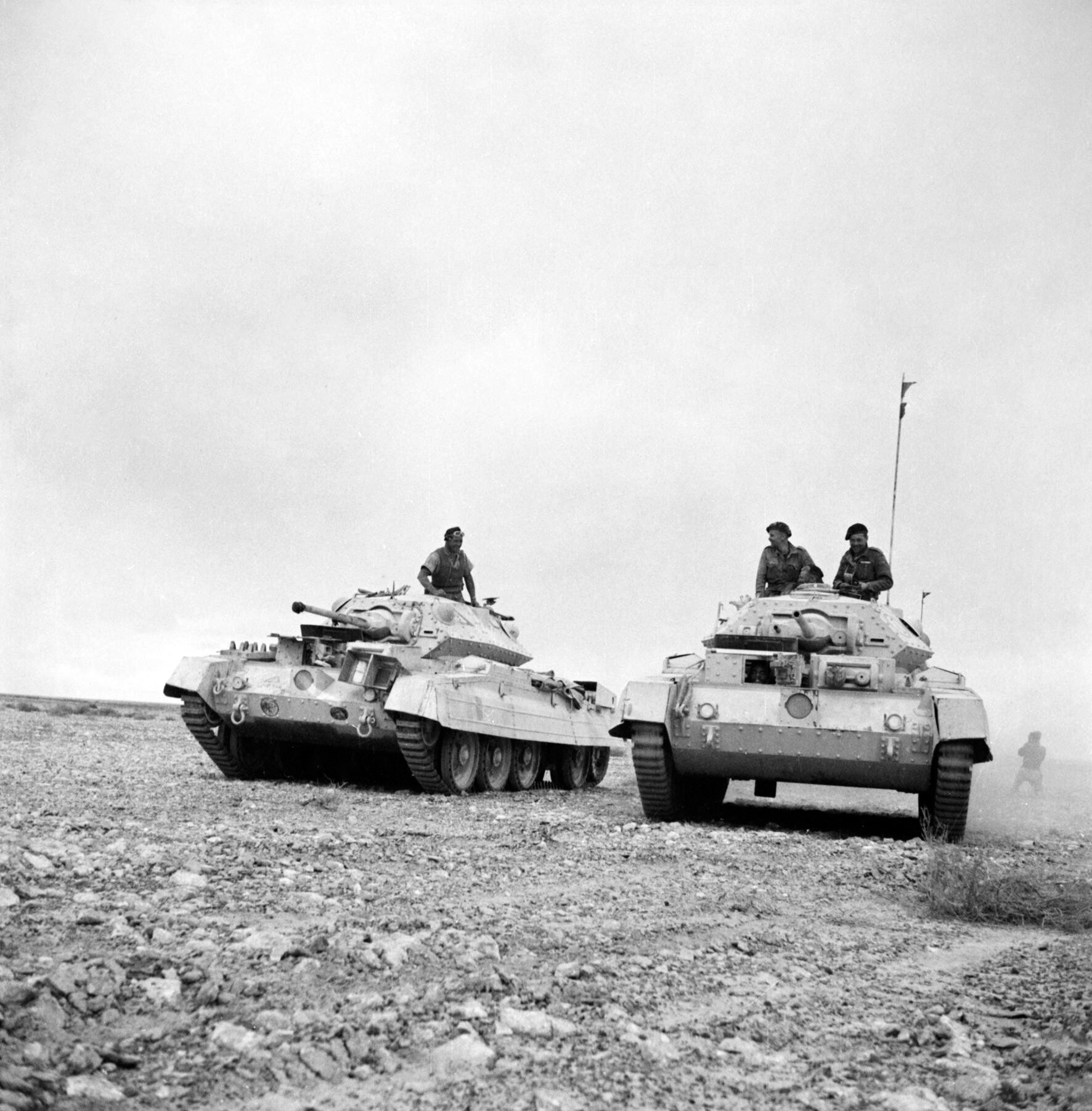
Brytyjskie czołgi na pustyni

13 września 1940 roku Włosi zaatakowali Egipt. Udana kontrofensywa Brytyjczyków pod kryptonimem Compass w grudniu doprowadziła jednak do tego, że włoskich agresorów wyparto nie tylko z Egiptu, ale także z całej Cyrenajki.
W 1941 roku, podczas krytycznej sytuacji Włochów na prośbę Benito Mussoliniego, Hitler wysłał do Afryki niemieckie oddziały Afrika Korps. Ich dowódcą został Erwin Rommel. Dowodzone przez niego wojska odbiły utracone przez Włochów tereny oraz przeszły do ofensywy. Mimo tego siłom Osi nie udało się zdobyć Tobruku. Kolejna kontrofensywa aliantów odepchnęła siły Osi z powrotem do Trypolitanii. Alianci wygrali też z Włochami w Afryce Wschodniej, gdzie walki zakończyły się na przełomie listopada i grudnia 1941. W 1942 roku Rommel rozpoczął kolejną ofensywę, zdobywając też Tobruk. Postępy wojsk Osi zostały zatrzymane dopiero pod El Alamein. Stoczono tam 2 bitwy, które zadecydowały o losach kampanii w Afryce. Po pierwszej zatrzymano Włochów i Niemców, w drugiej alianci, dowodzeni przez Bernarda Montgomery’ego, przełamali opór Osi i ruszyli w pościg. W listopadzie 1942 roku w północnoafrykańskich koloniach Francji wylądowały siły Sprzymierzonych (zobacz: operacja Torch). W 1943 roku Włosi całkowicie opuścili swoją kolonię Libię i razem z Niemcami bronili Tunezji. Pomimo początkowo udanego kontrataku na przełęczy Kasserine ostatnie siły Osi skapitulowały w Afryce przed aliantami 13 maja 1943 roku.

## Wojna na Bałkanach

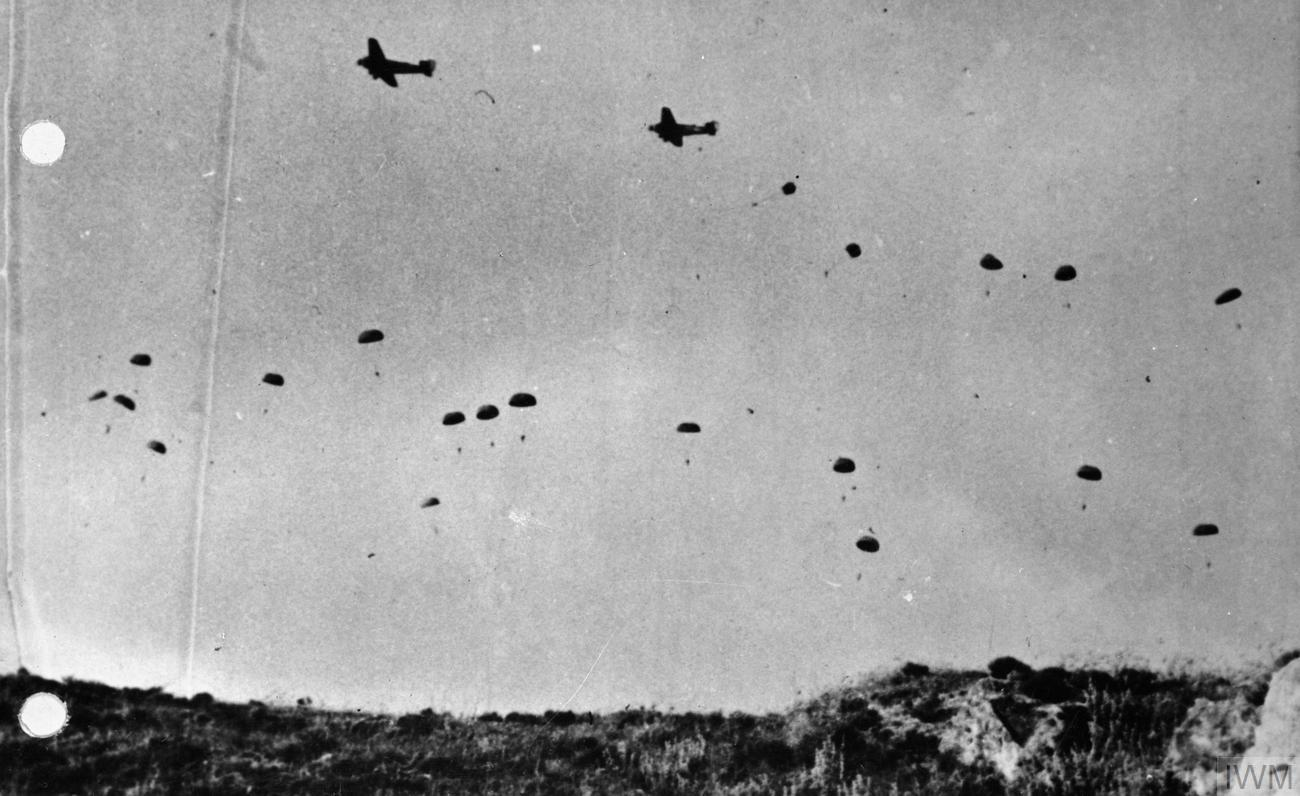
Niemieccy spadochroniarze lądują na Krecie

Wojnę na Bałkanach wywołali Włosi atakując 28 października 1940 roku Grecję. Mimo przewagi w ludziach i sprzęcie nie udało im się zająć kraju, Grecy przeszli nawet do kontrofensywy, przez co zagrozili Albanii. Wobec niepowodzenia ataku Mussolini po raz drugi poprosił Hitlera o pomoc. Operacja ataku na Grecję została opatrzona kryptonimem Marita. W międzyczasie wobec zamachu stanu w Jugosławii Niemcy postanowili podbić także ten kraj. Operację rozpoczęto 6 kwietnia 1941 roku i zakończyła się pełnym sukcesem państw Osi, mimo przysłania do Grecji brytyjskiego korpusu ekspedycyjnego. Kampanię na Bałkanach zakończyła operacja Merkury – desant niemieckich spadochroniarzy na Kretę i opanowanie wyspy przez wojska Osi, mimo znacznych strat.

## Interwencja w Syrii i Libanie
W 1941 roku władze Francji Vichy wydały zgodę na używanie ich lotnisk w Syrii i Libanie przez niemieckie i włoskie siły powietrzne. Zagroziło to interesom brytyjskim w tym rejonie. Szalę przechyliło antybrytyjskie wystąpienie Iraku i pomoc dla irackich oddziałów dostarczana przez Luftwaffe. W odpowiedzi głównodowodzący siłami brytyjskimi na Środkowym Wschodzie, marszałek polny Archibald Wavell, opracował plan zajęcia Libanu i Syrii, nazwany oficjalnie operacją Exporter. Wykonywanie planu rozpoczęto 8 czerwca 1941 z terenów Palestyny. Siły alianckie składające się głównie z wojsk Brytyjskiej Wspólnoty Narodów i Wolnych Francuzów przez ponad miesiąc toczyły ciężkie walki z siłami rządu Vichy. Ostatecznie wojska Vichy poddały się w połowie lipca, a całe terytorium Libanu i Syrii znalazło się pod kontrolą Wolnych Francuzów. Ich przedstawicielem został gen. Georges Catroux, który 26 listopada 1941 roku ogłosił niepodległość obu krajów w imieniu Wolnej Francji.

## Kampania włoska

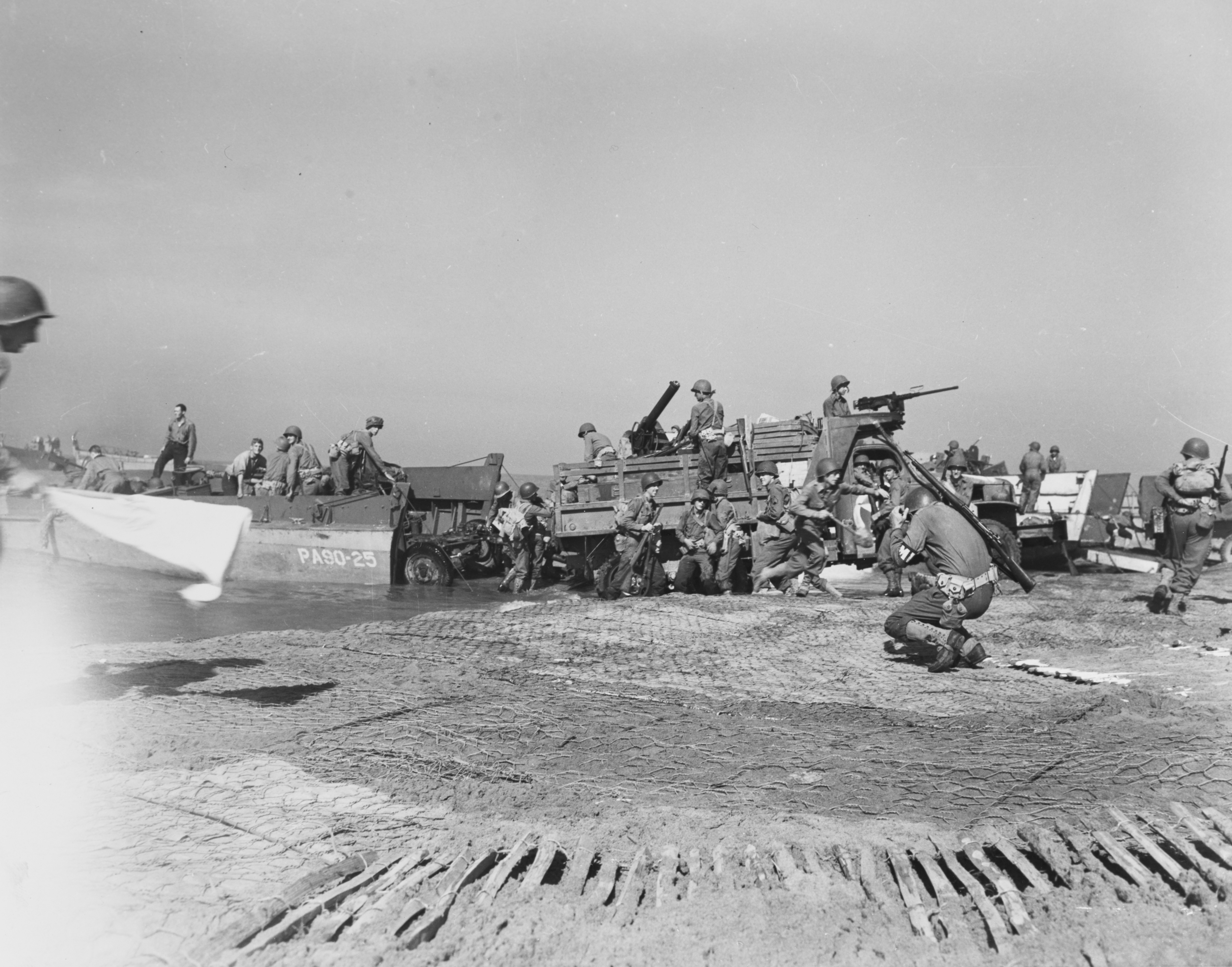
Alianci lądują w Salerno

Dzięki zwycięstwu Aliantów w Afryce Północnej poważnie osłabiono Włochy i możliwa stała się operacja desantowa na ten kraj. Na miejsce desantu wybrano Sycylię. Operację Husky, bo taki kryptonim nadano inwazji, rozpoczęto 10 lipca 1943 roku. Mimo twardego oporu sił Osi, aliantom udało się opanować Sycylię. Na dodatek 25 lipca Wielka Rada Faszystowska odsunęła od władzy Benito Mussoliniego, co zaskoczyło aliantów. Powołano nowy włoski rząd na czele którego stanął Pietro Badoglio. Mimo zapewnień Badoglio o lojalności Włochów względem Niemców, Hitler nakazał zlokalizować aresztowanego Mussoliniego. Tymczasem, dzięki Niemcom osłaniającym odwrót, udało się siłom Osi przetransportować na Półwysep Apeniński 100 tysięcy żołnierzy i ponad 10 tysięcy pojazdów różnego typu. Walki na Sycylii zakończyły się 17 sierpnia.
Kampania na Półwyspie Apenińskim rozpoczęła się wraz z lądowaniem na Sycylii, ale główne walki w czasie tej kampanii toczyły się od września 1943 roku. Rozpoczęły się one lądowaniem aliantów w Salerno, Kalabrii i Tarencie 3 września. Wkrótce, w wyniku tajnych negocjacji z aliantami, Włochy podpisały kapitulację. Król i premier rządu włoskiego uciekli na tereny opanowane przez aliantów, a Niemcy rozbroili włoską armię. Dodatkowo Niemcy w wyniku operacji Eiche odbili duce z aresztu domowego. Uwolniony Benito Mussolini, wraz z grupką nadal lojalnych wobec niego faszystów, utworzył faszystowską Włoską Republikę Socjalną. Dowódcą niemieckiego frontu został Albert Kesselring. Na jego polecenie przygotowano linię obronną zwaną Linią Gustawa wzdłuż rzek Garigliano, Rapido, Sangro. Alianci posuwali się we Włoszech bardzo wolno, ze względu na trudne warunki terenowe oraz niszczenie linii komunikacyjnych przez wycofujących się Niemców. Linię Gustawa przełamano dopiero w maju 1944 roku, po zdobyciu Monte Cassino przez II Korpus Polski, mimo kilku wcześniejszych prób aliantów oraz lądowania pod Anzio, zatrzymanego przez Niemców. Rzym został wyzwolony 4 czerwca 1944 roku, przy aprobacie wiwatujących tłumów. Kolejne żmudne walki toczono na linii Gotów do wiosny 1945 roku, kiedy to załamał się niemiecki front. Wskutek działań partyzantów doszło do wybuchu kilku powstań w większych miastach na północy Włoch. 28 kwietnia 1945 roku włoscy partyzanci schwytali Mussoliniego i rozstrzelali go. Jego zwłoki powieszono na stacji benzynowej w Mediolanie. Niemcy skapitulowali na froncie włoskim 2 maja 1945 i był to jednocześnie koniec działań wojennych w basenie Morza Śródziemnego.

## Kampania dodekanezka
Kampania była wynikiem kapitulacji Włoch i jednoczesnego zamierzenia Brytyjczyków i Niemców opanowania wysp Dodekanezu. Na wyspach wylądowały małe desanty sił alianckich, a Niemcy jednocześnie wzmocnili swoje garnizony na włoskich wyspach co doprowadziło do walk. Po działaniach trwających półtora miesiąca szczupłe siły alianckie wspomagane przez większość włoskich sił na wyspach uległa atakującym Niemcom. Wojska brytyjskie ewakuowano na Bliski Wschód, Włosi zostali rozbrojeni, a Dodekanez był okupowany przez Niemcy do wyzwolenia Grecji.
Po kapitulacji Włoch 8 września 1943 roku działania morskie przeniosły się na Morze Liguryjskie oraz na Adriatyk i Morze Egejskie.
W działaniach na Morzu Śródziemnym alianci stracili: 1 okręt liniowy, 2 lotniskowce, 14 krążowników, 89 niszczycieli i eskortowców, ok. 50 okrętów podwodnych, 35 kutrów. Straty we flocie transportowej wynosiły ok. 1,5 mln. BRT. Włosi stracili: 12 krążowników, 75 niszczycieli i eskortowców, 101 okrętów podwodnych (w tym 38 niemieckich), 41 kutrów. Straty transportowe to 1,6 mln BRT.

## Lądowanie aliantów w południowej Francji
15 sierpnia 1944 roku połączone siły brytyjsko-amerykańskie wspierane przez oddziały Wolnych Francuzów wylądowały w południowej Francji. Główne siły niemieckie były zajęte walkami w Normandii, nie napotkano więc silnego oporu. W ciągu kilku pierwszych dni całe południowe wybrzeże znalazło się pod kontrolą sił Sprzymierzonych.
Operacja Dragoon to część zarówno kampanii śródziemnomorskiej, jak i frontu zachodniego.

## Bitwy morskie
Aby opanować akwen Morza Śródziemnego alianci zwalczali głównie włoską flotę. Do najważniejszych bitew morskich i lotniczych należą:
- bitwa koło przylądka Stilo
- bitwa koło przylądka Spatha
- bitwa koło przylądka Passero
- atak na Tarent
- bitwa w Cieśninie Otranto
- bitwa u przylądka Matapan
- bitwa koło przylądka Spartivento
- bitwa morska koło Wysp Karkanna
- bitwa koło przylądka Bon
- I bitwa pod Syrtą
- II bitwa pod Syrtą
- operacja Harpoon
- operacja Vigorous
- operacja Pedestal
- bitwa koło Ławicy Skerki

## Udział Polaków
W działaniach na Morzu Śródziemnym aktywnie uczestniczyły jednostki Marynarki Wojennej i Polskiej Marynarki Handlowej.  W eskorcie konwojów na Maltę brały udział niszczyciele: ORP Garland, ORP Piorun, ORP Ślązak i ORP Kujawiak (zatopiony 16 czerwca 1942). W operacji desantowej  w Afryce Północnej niszczyciel ORP Błyskawica oraz transportowce: MS Batory, MS Sobieski, SS Kromań i SS Lewant. W operacji desantowej  na Sycylii i pod Salerno niszczyciele: ORP Piorun, ORP Krakowiak i ORP Ślązak, oraz transportowce: MS Sobieski, MS Batory, SS Kościuszko, SS Tobruk, SS Lewant, SS Lublin, SS Lwów, SS Narwik i SS Puck. W desantach na Dodekanezie: niszczyciele ORP Kujawiak i ORP Ślązak. W operacji desantowej na południu Francji niszczyciel ORP Garland i transportowce: SS Sobieski, SS Batory i SS Tobruk. 18 września 1944 na północ od Krety niszczyciel ORP Garland zatopił U-407.
W działaniach na Morzu Śródziemnym szczególnie wsławiły się okręty podwodne ORP Sokół i ORP Dzik, nazwane „strasznymi bliźniakami”. Załogi na okrętach wywieszały pirackie bandery „Jolly Roger” i na nich nanosiły zwycięstwa i trudne misje. ORP Sokół wyplątał się z przeciwpodwodnych sieci pod Navarino (obecnie Pylos) bez zniszczenia okrętu. W jednym z patroli mimo utraty peryskopu i celownika torpedowego, kontynuował patrol atakując przeciwnika. W czasie ataku na Malcie i obrzuceniu Sokoła włoskimi bombami dowódca i kilku ochotników pracując w maskach w wypełnionym chlorem okręcie, zdołali wyprowadzić jednostkę w bezpieczne miejsce. W czasie kolejnej akcji holowany Sokół wplątał się w sieci zagrodowe, urwał się z holu i wpadł na skały. Ostatecznie niesprawny okręt zdołał przejść do Gibraltaru (remont przechodził po tym w Anglii). Sokół i Dzik przeszły do legendy polskich walk na Morzu Śródziemnym. Nie obyło się bez strat. Na minach 15 czerwca 1942, opodal maltańskiej La Valetty, zatonął spiesząc z pomocą innemu niszczycielowi ORP Kujawiak. Większość załogi została uratowana, zginęło 13 marynarzy.
Działania marynarzy  polskich w konwojach i bitwach morskich na Morzu Śródziemnym zostały upamiętnione na Grobie Nieznanego Żołnierza w Warszawie, napisem na jednej z tablic po 1990 roku - „MORZE Śródziemne 11 IV 1940 - 30 XII 1944”.